# Carmen Alguindingue
Carmen Eloisa Alguindigue Morles es una abogada, profesora y activista venezolana. En 2019 fue designada por la Asamblea Nacional como embajadora de Venezuela en Andorra. Para 2022, era una de cuatro abogados venezolanos acreditados ante la Corte Penal Internacional.

## Carrera
Carmen Alguindingue se ha desempeñado como directora de actuación procesal del Ministerio Público y como profesora en la Universidad Central de Venezuela (UCV) y la Universidad Metropolitana, especializada en Ciencias Penal y Criminología y Gerencia de Auditoría de Estado,[cita requerida] directora general de defensa social del antiguo Ministerio de Justicia, y defensora de derechos humanos. En 2014 participó activamente en la defensa de estudiantes detenidos durante las protestas en Venezuela de 2014.
Durante la crisis presidencial de Venezuela, en 2019, fue designada por la Asamblea Nacional como embajadora de Venezuela en Andorra. El mismo año funcionarios de las Fuerzas de Acciones Especiales (FAES) allanaron su vivienda.
Para 2022, era una de cuatro abogados venezolanos acreditados ante la Corte Penal Internacional.